# Loukee
Loukee eller Loukeinen är en sjö i Finland. Den ligger i kommunen Pieksämäki i landskapet Södra Savolax, i den södra delen av landet, 250 km norr om huvudstaden Helsingfors. Loukee ligger 118,4 meter över havet. I omgivningarna runt Loukee växer i huvudsak blandskog. Arean är 96,9 hektar och strandlinjen är 10,03 kilometer lång. Sjön  ingår i Kymmene älvs huvudavrinningsområde. 